# Proepipona rhodesiense
Proepipona rhodesiense är en stekelart som först beskrevs av Giordani Soika 1941.  Proepipona rhodesiense ingår i släktet Proepipona och familjen Eumenidae.

## Underarter
Arten delas in i följande underarter:
- P. r. aurea
- P. r. flavofasciata
- P. r. ruficolle